# Alex Smithies
Alexander 'Alex' Smithies (Huddersfield, 5 maart 1990) is een Engels voetballer die als doelman speelt. Hij verruilde Queens Park Rangers in juli 2018 voor Cardiff City.

## Clubcarrière
Alex Smithies komt uit de jeugdacademie van Huddersfield Town. Hij maakte zijn profdebuut op 5 december 2007 tegen Southend United. Hij viel na 76 minuten in voor Matt Glennon, die met rood van het veld werd gestuurd. Drie dagen later kreeg hij zijn eerste basisplaats tegen Leeds United. In 2012 promoveerde de club naar de Championship. Inmiddels speelde hij reeds 247 competitiewedstrijden voor de club uit zijn geboortestad.
In de play-off finale 2011/12 voor promotie naar de Championship speelde Huddersfield 0-0 gelijk tegen Sheffield United. Na tien strafschoppen ieder stond het 6-6 gelijk en was het de beurt aan de keepers. Alex Smithies schoot hard in de bovenhoek binnen, Steve Simonsen van Sheffield United schoot hoog over waardoor Huddersfield voor het eerst sinds 2000 weer naar de Championship promoveerde.
Op 20 augustus 2015 maakte hij de overstap naar de Londense club Queens Park Rangers. Hij begon aanvankelijk als tweede keeper bij QPR, achter Robert Green. Door een clausule in het contract van Green werd Smithies eerste keeper en wist hij tot een vaste waarde uit te groeien in het eerste elftal. Hierdoor werd hij aan het einde van het seizoen 2016/17 uitgeroepen tot speler van het jaar door de supporters.
2 Romeo ·
4 Goutas ·
5 McGuinnes ·
6 Wintle ·
8 Ralls ·
10 Ramsey ·
11 O'Dowda ·
13 Rúnarsson ·
14 Bowler ·
16 Grant ·
17 Collins ·
18 Adams ·
19 Sawyers ·
21 Alnwick ·
22 Méïté ·
23 Siopis ·
24 Panzo ·
25 Evans ·
27 Colwill ·
32 Tanner ·
35 Rinomhota ·
37 Daley-Campbell ·
38 Ng ·
47 Robinson ·
Coach: Bulut